# Caitlin Blackwood

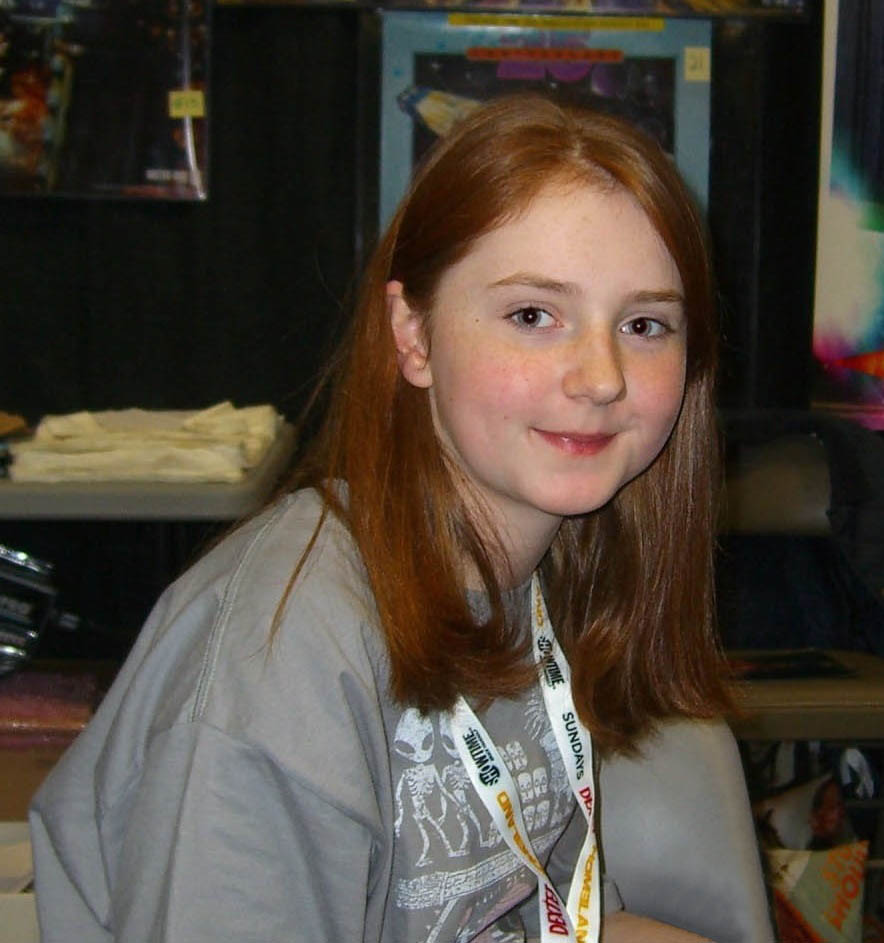
Caitlin Blackwood

Caitlin Blackwood (* 23. Juni 2000 in Antrim) ist eine britische Schauspielerin.

## Leben und Karriere
Blackwood wurde am 23. Juni 2000 in Antrim geboren. Sie ist die Cousine von Karen Gillan. Als sie sechs Jahre alt war, zog sie mit ihrer Familie nach Inverness. Ihr Debüt gab sie 2010 in der Fernsehserie Doctor Who. Anschließend war sie 2015 in eine Folge in Cops and Monsters zu sehen. 2018 trat sie in dem Kurzfilm Sundown auf. Außerdem spielte sie 2019 in dem Film Get Duked! mit. 2020 bekam Blackwood in dem Film Perfect Strangers eine Hauptrolle.

## Filmografie
Filme
- 2010–2011: Doctor Who (Fernsehserie, 4 Episoden)
- 2015: Cops and Monsters (Fernsehserie, 1 Episode)
- 2018: Sundown
- 2019: Get Duked!
- 2020: Lost at Christmas